# NGC 968
NGC 968 este o galaxie eliptică situată în constelația Triunghiul. A fost descoperită în 5 decembrie 1879 de către Édouard Stephan⁠(d). Se află la o distanță de 51,1 de megaparseci de Pământ.